# Isodontia permutans
Isodontia permutans là một loài côn trùng cánh màng trong họ Sphecidae, thuộc chi Isodontia. Loài này được R. Turner miêu tả khoa học đầu tiên năm 1912.